# Politique en Inde
L'organisation des institutions politiques de l'Inde découle en grande partie des institutions introduites lors de la colonisation britannique, auxquelles se mêlent des caractéristiques propres. Ainsi, l'Inde est une république fédérale qui combine un système parlementaire fondé sur le suffrage universel et l'existence de droits particuliers pour certaines castes.
La vie politique indienne est marquée par des tensions entre ses tendances centralisatrices et séparatistes, des tensions communautaires et des inégalités de revenus. Les contrastes particulièrement marqués de l'Inde ont été résumés, dans les années 1960, par cette formule de l'ambassadeur et économiste américain John Kenneth Galbraith : « L'Inde est une anarchie qui fonctionne ».

## Organisation de la République d'Inde
Selon sa  Constitution, l'Inde est « une république souveraine, socialiste, laïque, démocratique. » Elle a hérité du système parlementaire britannique dans lequel le chef d'État n'exerce qu'un rôle cérémonial et l'essentiel du pouvoir exécutif est exercé par le chef du gouvernement, responsable devant la chambre basse du Parlement.
Comme les États-Unis, l'Inde a adopté un système fédéral de gouvernement. Cependant, le gouvernement central y exerce un plus grand contrôle sur les États fédérés.

### Gouvernement central
L'exécutif du gouvernement central appartient au président de l'Inde, élu au suffrage indirect pour une durée de cinq ans. Le vice-président de l'Inde le remplace en cas de vacance, avant l'élection d'un nouveau président. Le rôle du président est toutefois essentiellement représentatif, le pouvoir exécutif étant du ressort du Cabinet que dirige le Premier ministre, responsable devant la Lok Sabha.
Le Parlement indien est composé de deux chambres : la Lok Sabha ou Chambre du Peuple, élue au suffrage universel direct pour un mandat de cinq ans, et la Rajya Sabha ou Conseil des États, élue au suffrage indirect et renouvelée par tiers tous les deux ans.

### États et territoires

Structure administrative de l'Inde

L'Inde est divisée en 28 États et 7 territoires. Les compétences des États concernent notamment la justice, la police, l'économie ou l'éducation.
Dans les États et dans deux territoires (Delhi et Pondichéry), il existe une Assemblée législative (Vidhan Sabha) élue tous les cinq ans, un ministre en chef, chef du gouvernement et responsable devant l'Assemblée, et un Gouverneur nommé par le Président de l'Inde qui nomme le ministre en chef et les membres du gouvernement.
La Constitution indienne prévoit la suspension des organes politiques des États en cas de crise politique: le President's rule est décrété par le président sur l'avis du Premier ministre et a pour conséquence de confier l'essentiel du pouvoir dans les mains du gouverneur de l'État pour une période maximale de six mois.

### Justice
Le pouvoir judiciaire en Inde repose sur des tribunaux dont le plus important est la Cour suprême de l'Inde. Celle-ci se compose d'un juge-en-chef de 25 autres juges, tous désignés par le président. Après une longue lutte judiciaire des années 1950 à la fin des années 1970, l'indépendance de la Cour suprême est aujourd'hui acquise, celle-ci s'étant arrogé le pouvoir de contrôle de constitutionnalité des lois adoptées par le Parlement, y compris des réformes constitutionnelles elles-mêmes. La Cour suprême arbitre également les conflits entre les États et le gouvernement central et constitue la dernière juridiction d'appel au-dessus des vingt et une Hautes Cours des États.
Les Hautes Cours, qui siègent dans les États et territoires de l'Inde, sont principalement des juridictions d'appel et examinent les litiges issus des tribunaux subalternes tels que les tribunaux de district ou de localité

### Démocratie locale
Les États sont administrativement divisés en districts.
Depuis 1992, il existe dans tous les États indiens des administrations locales élues au suffrage universel tous les cinq ans:
- des panchayats pour les villages
- des municipalités pour les villes

Leurs compétences et financements varient en fonction de leur taille et d'un État à l'autre. La Constitution indienne prévoit qu'un tiers des sièges des organes délibérant de ces administrations soit réservé aux femmes.

## Partis politiques

### Congrès national indien (INC)

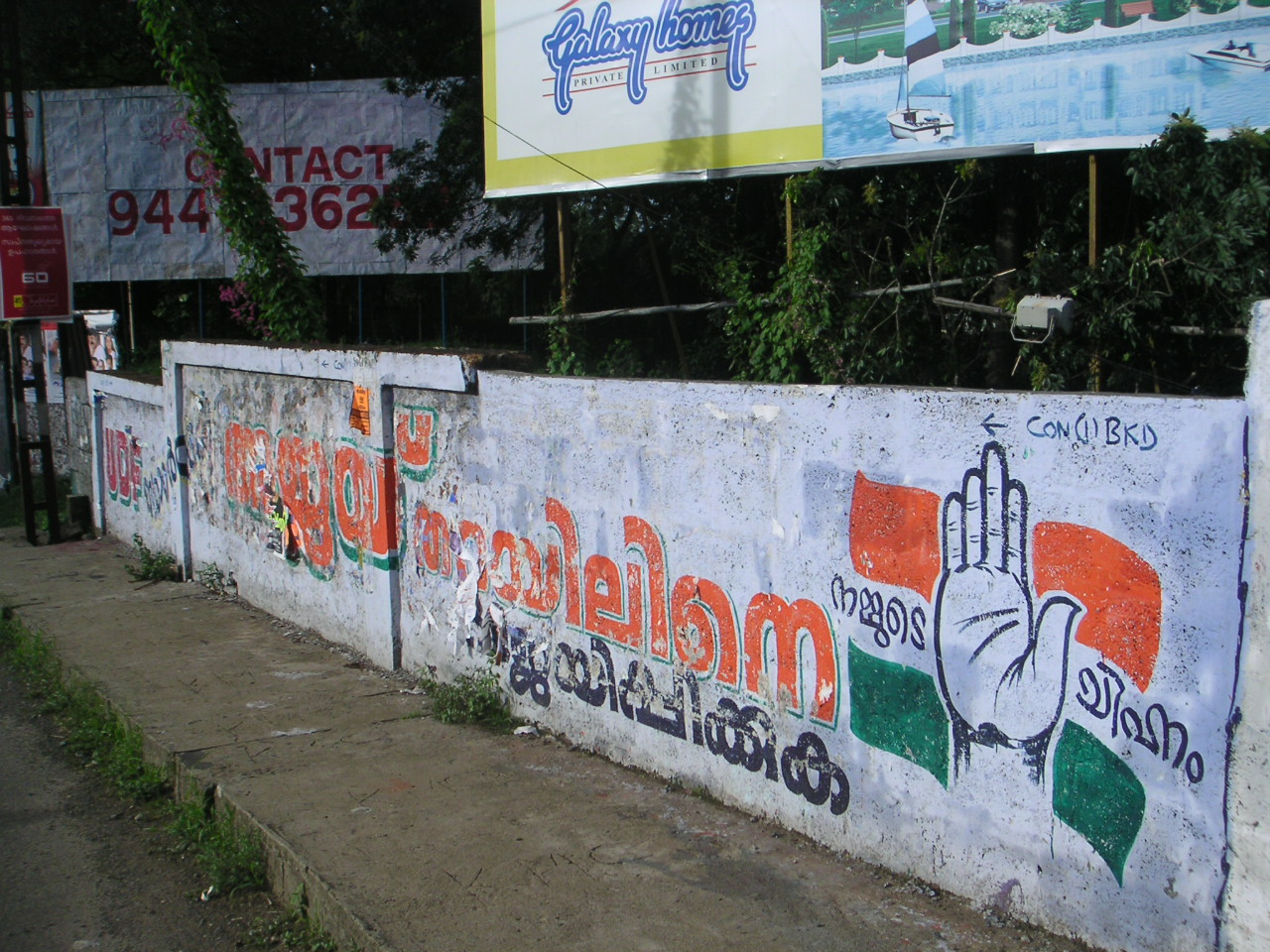
Slogan politique peint sur un mur.

Fondé en 1885, le Congrès est le parti de Jawaharlal Nehru et du Mahatma Gandhi. Après avoir mené la lutte pour l'Indépendance du pays, le parti domine largement la vie politique indienne jusque dans les années 1970 en adoptant une orientation socialisante (industrialisation, dirigisme économique, révolution verte, rapprochement avec l'URSS, etc.). Sous le leadership d'Indira Gandhi, fille de Nehru, le Congrès s'affaiblit, victime de nombreuses scissions et de la concurrence des partis régionaux et de castes. Il perd les élections pour la première fois en 1977, après deux années de régime autoritaire décrété par Indira Gandhi. À partir des années 1980, et surtout 1990, le Congrès adopte des positions plus libérales : Manmohan Singh, ministre des Finances à partir de 1991, préside à la libéralisation de l'économie indienne. Depuis 1998, il est présidé par Sonia Gandhi. Arrivé en tête aux élections de 2004, le Congrès revient au pouvoir en formant l'Alliance progressiste unifiée avec Manmohan Singh comme Premier ministre. Il retient le pouvoir aux élections de 2009.

### Bharatiya Janata Party (BJP)
Le BJP est fondé en 1980 après l'éclatement de la coalition du Janata Party. Il est l'héritier d'une  tradition nationaliste née avant l'indépendance et hostile au Mahatma Gandhi. Proche du Vishwa Hindu Parishad (VHP), une organisation religieuse, et du Rashtriya Swayamsevak Sangh (RSS), organisation extrémiste nationaliste hindoue, le BJP émerge réellement à la fin des années 1980 et le début des années 1990, notamment après la destruction de la mosquée d'Ayodhya. Le BJP a dirigé l'Inde avec une coalition de partis régionaux  regroupé dans l'Alliance démocratique nationale entre 1998 et 2004 avec Atal Behari Vajpayee pour Premier ministre. Depuis les élections générales de 2004, le BJP était le premier parti d'opposition à la Lok Sabha. Il remporte les élections de 2014 où il obtient la majorité absolue pour la première fois de son histoire.

### Autres partis
- Bahujan Samaj Party: parti des basses castes, en particulier des Intouchables, présent principalement en Uttar Pradesh.
- Parti communiste d'Inde (marxiste) et Parti communiste d'Inde: présents principalement dans le Bengale Occidental et au Kerala.
- Il existe en Inde une multitude de partis régionaux, dont notamment le Nationalist Congress Party, le Nationalist Trinamool Congress, le Janata Dal (Secular), le Shiromani Akali Dal, le Dravida Munnetra Kazagham et le All India Anna Dravida Munnetra Kazhagam.

## Principaux thèmes de la politique indienne

### Réformes économiques
Nehru avait opté pour des choix économiques socialistes, dans le cadre d'une économie de marché. Les années 1950 à 1970 virent le développement de l'industrie lourde et des réformes agraires, la révolution verte permettant une autosuffisance alimentaire. À partir des années 1980, l'Inde connut des difficultés économiques, telle qu'un déficit commercial important et de faibles réserves en devises. Une lourde bureaucratie et le régime de la Licence raj (un système dirigiste de régulations et d'autorisations, propice à des pratiques de corruption) étaient considérés comme de sérieux freins au développement économique. La fiscalité, en revanche, a toujours été faiblement développée ou fréquemment ignorée par les contribuables.
Le démantèlement de ce système commença au début des années 1990. Rajiv Gandhi, dans les années 1980, avait déjà initié de timides avancées vers l'ouverture au marché international. Mais les premières réformes significatives furent entreprises par le gouvernement de P. V. Narasimha Rao (parti du Congrès), à partir de 1991. Leur principal architecte fut le ministre des finances, l'économiste Manmohan Singh (Premier ministre jusqu'en 2014 et l'élection de Narendra Modi). Les principales mesures concernent la baisse des tarifs douaniers, l'ouverture aux investissements étrangers et la privatisation d'une large partie des entreprises publiques. Bien qu'ayant fait campagne sur la défense de l'autarcie économique du pays (swadeshi), le BJP a accentué ces réformes une fois au pouvoir, entre 1998 et 2004.
L'économie indienne partiellement libéralisée a bénéficié de taux de croissance élevés (jusqu'à plus de 8 %). Pouvant compter sur une main d'œuvre bon marché et un niveau de formation universitaire très performant (notamment dans les sciences), l'Inde s'est spécialisé dans les techniques de pointe (informatique, chimie, pharmacie) et le marché international des services (télématique). La ville de Bangalore, dans le Karnataka, est considérée comme la Silicon Valley indienne. Les investissements de la diaspora indienne contribuent beaucoup au développement économique. Cependant, il est toujours limité par la bureaucratie, le clientélisme et la faiblesse des infrastructures.
Politiquement, si la croissance a pu profiter au secteur marchand et aux classes moyennes émergentes (entre 100 et 300 millions d'individus), elle a aussi provoqué le mécontentement de ceux qui n'en ont pas profité, en particulier dans les campagnes et parmi les castes les moins élevées. L'apparition de produits et de modes de consommation occidentaux a rebuté les nationalistes. Et la majorité de la population restée pauvre ne perçoit pas l'éventualité d'un partage des fruits de la croissance. De plus, le développement a surtout profité aux États du Sud (Tamil Nadu, Karnataka, Andhra Pradesh) ou de l'Ouest (Gujarat, Pendjab, Maharashtra), et pas au Nord ou à l'Est. Lors des élections générales de mai 2004, le BJP a commis une erreur psychologique en faisant campagne sur une "Inde qui brille" et a perdu le pouvoir, malgré de bons résultats économiques, et le parti du Congrès l'a emporté, malgré un score médiocre. Ces ressentiments ont surtout bénéficié aux partis de gauche comme le Communist party of India (Marxist), ou aux partis de basses castes, comme le Samajwadi Party ou le Bahujan Samaj Party. Certains partis régionaux, comme le Telugu Desam Party en Andhra Pradesh, ont cependant prospéré à partir des années 1990 en revendiquant un développement économique plus décentralisé et libéral.
L'ouverture économique a parfois eu des répercussions néfastes (pollution par une usine Coca-Cola dans le Kérala, expropriations pour la construction d'une centrale électrique par Enron dans le Maharashtra, paysans endettés par l'achat de semences OGM Monsanto peu performantes dans l'Andhra Pradesh). Avec des personnalités comme Vandana Shiva ou Arundhati Roy, le mouvement altermondialiste rencontre un certain écho en Inde, où s'est déroulé le forum social mondial, en janvier 2004 à Bombay.
Le gouvernement indien, soutenu par la Bolivie, le Venezuela et Cuba, a refusé de signer l'accord sur la « Facilitation des échanges » de l'OMC en juillet 2014, préférant protéger les petits agriculteurs locaux et la sécurité alimentaire du pays.

### Castes et système des quotas
La Constitution de 1950 a officiellement aboli l'intouchabilité et interdit les discriminations fondées sur les castes. Bhimrao Ramji Ambedkar, le rédacteur de la constitution indienne, était lui-même un intouchable. Il représente aujourd'hui un symbole fort pour ceux qui souhaitent sortir du système des castes, et nombre de Dalits se sont comme lui convertis au bouddhisme dans ce but. Cependant, les castes restent un des éléments déterminant de la politique indienne.
Dans les années qui ont suivi l'indépendance, les basses castes et les intouchables (ou Dalits) faisaient partie de la clientèle du Congrès, attaché en principe à la défense des plus pauvres. Pour favoriser l'intégration sociale et politique des basses castes, la République d'Inde a perpétué l'institution créée par les Britanniques de quotas (reservation) dans l'administration et les sièges au Parlement pour les Scheduled castes ("castes répertoriées" pour les Dalits) et Scheduled tribes ("tribus répertoriées" pour les tribus aborigènes, hors castes). À partir de 1990, le système des quotas a pris une nouvelle ampleur lorsque le gouvernement de V.P. Singh (Janata Dal) réserva (en se basant sur le rapport Mandal datant de 1980) 27 % des emplois de la fonction publique aux membres des « autres classes arriérées », Other Backward Classes (OBC), soit les basses castes non-intouchables représentant 52 % de la population. L'extension des quotas au-delà des Dalits provoqua de violentes manifestations de la part des membres de castes élevées, et alimenta l'ascension des nationalistes hindous (Bharatiya Janata Party), en particulier dans le nord du pays. Actuellement, un débat existe concernant l'extension du système de quotas au secteur privé et aux écoles privées.
Parallèlement, à partir des années 1990, plusieurs partis ont prospéré en représentant les intérêts de castes ou en développant des relations clientélistes avec certaines d'entre elles. Ainsi, en plus des nationalistes hindous (BJP, Shiv Sena), soutenus par les hautes castes, des partis de basses castes ont conquis des bastions électoraux dans la vallée du Gange. Le plus important d'entre eux est le Bahujan Samaj Party qui se réclame des Dalits et est actuellement au pouvoir en Uttar Pradesh. On note également le Rashtriya Janata Dal, scission du Janata Dal au pouvoir au Bihar, et le Samajwadi Party, présent en Uttar Pradesh.
Actuellement, les revendications politiques des basses castes font évoluer certains aspects de la société indienne sans remettre forcément en cause le système des castes lui-même. La politisation d'un tel enjeu constitue une caractéristique originale et importante de la démocratie en Inde. Toutefois, parallèlement à des exemples de carrières remarquables (comme celle de K.R. Narayan, dalit, Président de 1997 à 2002, ou de H.D. Deve Godwa, issu d'une basse caste, Premier ministre en 1996-1997), l'actualité indienne est régulièrement marquée par des cas de ségrégation inter-castes dans les zones rurales, marquées parfois (dans les cas où les basses castes transgressent des interdits) par des viols collectifs, des mutilations à l'acide ou des meurtres. De tels actes, qui concernent surtout le nord de l'Inde, suscitent généralement des campagnes d'indignation dans la presse indienne.
Par ailleurs, les difficultés sociales et économiques des basses castes alimentent des mouvements de guérilla d'inspiration maoïste depuis la fin des années 1960, les Naxalites, orientés contre les autorités gouvernementales et les grands propriétaires, principalement dans les États du Bengale occidental, du Bihar, de l'Orissa et de l'Andhra Pradesh.

### Unité nationale et tendances séparatistes
Le sous-continent indien a rarement (empire d'Ashoka, sultanat de Delhi, empire moghol) et toujours partiellement (le Sud dravidien en étant exclu) été unifié avant le Raj britannique. La Partition de l'Inde en 1947 est toujours dans les esprits, la société indienne se partage en sept religions principales (hindous, musulmans, chrétiens, sikhs, bouddhistes, jaïns, pârsîs) elles-mêmes divisées en plusieurs variantes, en plusieurs centaines de langages et en une multitude de castes et sous-castes. En outre, plusieurs mouvements séparatistes, situés à la périphérie de l'Inde, revendiquent l'indépendance. L'unité de la nation a donc toujours été un enjeu préoccupant pour les élites politiques indiennes.

#### Sikhs
Les sikhs, adeptes depuis le XVIe siècle d'une religion empruntant des caractéristiques à l'islam et à l'hindouisme, ont longtemps été pris en tenaille par ces deux grandes religions, ce qui les a poussés à devenir un peuple traditionnellement guerrier. À partir des années 1970 des groupes séparatistes ont réclamé, au Pendjab (où ils sont majoritaires), la création d'un État indépendant, le Khalistan. Des attentats ont été menés contre des hindous par quelques groupes radicaux dans les années 1980. En 1984, des militants extrémistes armés se sont réfugiés dans le lieu saint du sikhisme, le Temple d'Or à Amritsar. Au cours de l'opération Blue Star, en mai 1984, l'armée prend le temple d'assaut et tue le leader sikh Jarnail Singh Bhindranwale. En représailles, le premier ministre Indira Gandhi est assassinée en octobre 1984, et en réaction, 2000 à 3000 Sikhs sont tués par des foules en colère, en particulier à Delhi. Aujourd'hui, après avoir été réprimés par l'armée indienne et avoir exaspéré une certaine communauté sikh prospère (et bien représentée dans l'administration, le commerce et l'armée), les groupes séparatistes se sont essoufflés.

#### Tamouls
Dans l'État du Tamil Nadu, dans le sud de l'Inde, les Tamouls possèdent une culture spécifique véhiculée notamment par la langue tamoule (langue dravidienne). Cette identité culturelle forte a nourri un régionalisme modéré mais résolu. Depuis 1967, l'État du Tamil Nadu a toujours été dirigé par des partis régionaux tamouls. Le Dravida Munnetra Kazhagam, qui a développé précocement une politique de quotas pour les basses-castes, et un parti issu d'une scission, l'All India Anna Dravida Munnetra Kazhagam, se sont partagé le pouvoir. Adoptant une rhétorique basée sur la revendication d'une identité dravidienne distincte et de refus de l'hégémonie du Nord, ils ont cependant renoncé à l'idée d'indépendance.
La guerre civile au Sri Lanka entre le gouvernement et les Tigres tamouls (LTTE) pour l'indépendance de leur minorité a des répercussions sporadiques sur le continent. De nombreux Tamouls du Sri Lanka sont réfugiés au Tamil Nadu, où des combattants des LTTE avaient installé des camps d'entraînement désormais interdits. En 1991, l'ancien Premier ministre Rajiv Gandhi fut tué lors de la campagne électorale nationale dans un attentat kamikaze par Thenmuli Rajaratnam, une militante de l'Eelam tamoul, en représailles à l'intervention de l'armée indienne de 1987 au Sri Lanka (considérée par les LTTE comme un soutien au gouvernement du Sri Lanka).

#### Nord-Est
Les États du Nord-Est de l'Inde sont, avec le Cachemire et les zones où sont implantés les Naxalites (voir chapitre précédent), la région la plus instable de l'Inde. Ces tensions concernent, à la frontière avec le Bangladesh et la Birmanie, les États suivants : Assam, Tripura, Manipur, Mizoram et Nagaland (ces deux derniers faisant partie de l'Assam au lendemain de l'indépendance). Les motifs de mécontentement sont liés au développement économique, à la demande d'autonomie de certains groupes ethniques (Bodos et Gurkhas en Assam), à l'hostilité envers la présence forte d'immigrés bangladais (au Tripura et en Assam) ou à l'hégémonie des hindous vis-à-vis de populations christianisées et/ou tribales, d'origines sino-tibétaines (Mizoram, Manipur, Nagaland). Ces revendications sont portées par des mouvements étudiants ou des partis politiques locaux, tels que l'Asom Gana Parishad (Assam), le Mizo National Front (Mizoram) ou le Nagaland People's Front (Nagaland). Certains groupes radicaux ont formé des guérillas dans ces régions de montagnes et de collines boisées, et provoquent de temps à autre des attentats ou des affrontements communautaires meurtriers.

#### Cachemire
Le problème de Cachemire est certainement le plus grave et le plus présent, dans ce registre, dans la politique nationale. Il est directement lié à l'identité nationale, puisqu'il est né de la Partition de l'Inde, et est également une question de politique étrangère, avec le Pakistan. (Voir #Pakistan et Cachemire).

### Troubles communautaires
Les tensions entre communautés hindou et musulmane sont récurrents en Inde, surtout dans le nord et l'ouest du pays. Ces tensions, qui peuvent prendre l'ampleur d'immenses émeutes et pogroms sont alimentées par l'antagonisme entre l'Inde et le Pakistan et les calculs politiciens, voire des pratiques mafieuses. Dans l'histoire récente, les évènements les plus graves ont été la destruction de la mosquée d'Ayodhya en 1992 et les violences au Gujarat en 2002.

### Développement rural
En l'an 2000, près des trois-quarts de la population indienne est encore rurale. Néanmoins, l'importance des villes s'accroit conformément à un exode rural de masse qui grossit les rangs des sans-abris et des habitants des bidonvilles, et transfère dans d'immenses mégalopoles des comportements socio-culturels issus des campagnes.
Les espaces ruraux demeurent l'élément le plus pauvre de la nation indienne. La révolution verte, mise en place dans les années 1960-1970, a cependant contribué à l'autosuffisance alimentaire du pays et à l'éradiction des famines. Toutefois, le bénéfice de cette politique a été inégal suivant les régions. Le Punjab, où ont été particulièrement développées les techniques agronome de pointe et qui est un véritable grenier à blé pour l'Inde, en a été le principal bénéficiaire. En revanche, dans certaines régions, comme le Maharashtra ou l'Andhra Pradesh, les paysans sont fréquemment criblés de dettes et sont la proie des usuriers. On assiste dans ces régions du centre, par ailleurs fréquemment victimes de dures sécheresses, à de véritables « épidémies de suicides » dans les communautés de paysans.
Les communautés rurales sont parfois capables de se mobiliser contre des politiques étatiques impliquant une confiscation de terres, comme dans le cas des barrages de la vallée de la Narmada (Maharashtra), ou contre des projets de multinationales, notamment l'usine de Coca-Cola dans le Kérala, accusée de dégrader les ressources hydrauliques.

### Statut des femmes
L'ensemble du sous-continent indien est un cas particulier dans le monde, de l'accession des femmes au pouvoir, puisque dans ses quatre principaux pays (Inde, Pakistan, Bangladesh, Sri Lanka), des femmes ont accédé à la fonction de Premier ministre. Dans le cas de l'Inde, ce fut Indira Gandhi (1966-1977 et 1980-1984), souvent qualifiée, à l'instar de Margaret Thatcher de "dame de fer". Quant à Sonia Gandhi, présidente du parti du Congrès depuis 1998, les pressions de l'opposition, qui l'ont incitée à ne pas accepter d'être Premier ministre en 2004, visaient davantage son origine italienne que son statut de femme. Toutefois, il convient de relativiser : si ces femmes ont atteint ces hautes fonctions, c'est essentiellement grâce à leurs liens familiaux, Indira et Sonia Gandhi étant la fille et la veuve de précédents Premier ministres.
Lors des conflits entre castes, les femmes sont souvent les premières à être victimes des punitions infligées par des membres de castes supérieures à des membres de castes inférieures. Les viols collectifs liés à des transgressions d'interdits sont ainsi encore pratiqués dans quelques régions rurales du nord de l'Inde.
Dans ces mêmes régions (Rajasthan et Uttar Pradesh notamment), les jeunes filles sont parfois mariées très tôt, dès l'enfance. La presse locale relate des cas  de jeunes mariés d'à peine quelques mois. La quasi-totalité des mariages, en Inde, sont des mariages arrangés entre les familles. Le traditionnel système de dot (don octroyé à la famille du marié par la famille de la mariée) perdure, surtout dans le nord, et conduit souvent à des drames. Par exemple, il arrive que la famille du marié (au sein de laquelle vivent les jeunes couples) martyrise la mariée, si elle estime que le montant de la dot est insuffisant. Des cas d'infanticides de petites filles sont recensés, car il est plus avantageux, avec ce système, surtout chez les familles pauvres, d'avoir des garçons. Dans certaines familles qui ont davantage de moyens, on a parfois recours à l'echographie pour connaître le sexe du futur enfant et pratiquer éventuellement un avortement. Conséquence de ce rejet des filles, tous les États indiens (sauf le Kérala, qui a une tradition de matriarcat) ont une population masculine nettement plus nombreuse que leur population féminine.
La légendaire Phoolan Devi est un symbole de la condition des femmes. Mariée de force à onze ans, violée par des membres d'une caste supérieure, elle devient, à la fin des années 1970, dans l'Uttar Pradesh, la « Reine des bandits » et s'attaque aux propriétaires terriens des castes supérieures. Après avoir été emprisonnée, elle devient député en 1997, avant d'être assassinée en 2001.

### Fragmentation et régionalisation
La domination du Parti du Congrès sur la politique indienne, dans les années 1950-1960, due notamment au prestige de la lutte indépendantiste et à la représentation en son sein de courants très variés, s'est progressivement effritée. Outre le BJP, les principaux bénéficiaires de l'érosion de son électorat sont des partis régionaux, des partis de caste et également les partis issus de scissions, qu'ont subi tant le parti du Congrès à partir de la fin des années 1960, que le Janata Dal à partir des années 1980.
Aujourd'hui, l'effritement de la politique est tel, avec plusieurs centaines de partis politiques, qu'il est exceptionnel pour le Parti du Congrès ou le BJP, les deux premiers partis, d'obtenir des majorités parlementaires absolues. Ils sont obligés, tant au niveau national que régional de former des coalitions, qui elles-mêmes n'obtiennent parfois que la majorité relative. Ainsi, lors de la législature 2004-2009, le gouvernement de coalition dirigé par Manmohan Singh, architecte des réformes économiques libérales des années 1990, dépend, pour obtenir la majorité à la Lok Sabha, du soutien sans participation des partis communistes, qui étaient hostiles à ces mêmes réformes.
Parallèlement, divers partis régionaux prennent de plus en plus de poids depuis les années 1980, en particulier dans le Sud, au point de devenir eux aussi indispensables lors des formations des coalitions gouvernementales. La spécificité de leurs programmes repose la plupart du temps sur une plus grande autonomie de leur État ou une revendication identitaire. Il ne faut cependant pas négliger le facteur opportuniste de politiciens en rupture avec leur parti d'origine ou désireux de s'en dissocier pour ne pas subir le même déclin électoral. Ces partis ont formé l'un des deux piliers (avec les partis de gauche comme le Janata Dal) de la fragile coalition National Front-Left Front, au pouvoir entre 1996 et 1998. Ils ont par la suite rejoint la coalition du Parti Congrès ou plus souvent celle du BJP, mais leurs allégeances peuvent être fluctuantes. Ces partis sont nombreux, les plus importants sont : AIADMK (Tamil Nadu), Akali Dal (Pendjab, pro-BJP), Asom Gana Parishad (Assam), Biju Janata Dal (Orissa, pro-BJP), Dravida Munnetra Kazhagam (Tamil Nadu, pro-Congrès), Jammu & Kashmir National Conference (Jammu-et-Cachemire), Nationalist Trinamool Congress (Bengale occidental, pro-BJP), Pattali Makkal Katchi (Tamil Nadu, pro-Congrès), Shiv Sena (Maharashtra, pro-BJP), Telangana Rashtra Samithi (Andhra Pradesh, pro-Congrès), Telugu Desam (Andhra Pradesh, pro-BJP).

### Corruption et criminalisation
Corruption et criminalisation sont deux des principaux handicaps du fonctionnement de la démocratie indienne. Ils sont largement accentués par la fragmentation et de la régionalisation, et la corruption l'a été auparavant par l'importante bureaucratisation du système économique.
Dans certains États, comme l'Uttar Pradesh et surtout le Bihar, les parrains mafieux ont investi la scène politique locale. Plusieurs députés se sont par ailleurs révélés avoir des liens avec le crime organisé au cours d'ouverture d'actions judiciaires. Il en est de même à Bombay, où se côtoient les milieux de la politique (notamment le Shiv Sena), du crime organisé et du cinéma. Cette situation touche en fait un grand nombre de partis politiques de tous horizons.
Le rôle du crime organisé est aussi un élément à prendre en compte lors des élections, en particulier dans le nord du pays, puisque des gangs (goondas) sont parfois rétribués par des partis pour « bourrer » des urnes, menacer des candidats ou les électeurs d'une circonscription acquise à un adversaire. Lors des affrontements intercommunautaires de 1992-1993, les goondas étaient, selon la presse indienne et britannique, parmi les plus actifs des émeutiers (notamment à Bombay pour expulser les habitants de bidonvilles et libérer des terrains intéressants d'un point de vue foncier) et en premier lieu avec les militants du RSS lors de la destruction de la mosquée d'Ayodhya qui mit le feu aux poudres.
Selon Transparency International en 2001, l'Inde est le vingt-et-unième pays le plus corrompu du monde. La corruption en politique, qui se caractérise par du trafic d'influence, de l'abus de pouvoir et des pots-de-vin, a connu un regain dans les années 1980, notamment en raison de l'augmentation des coûts des campagnes électorales et de la compétition de plus en plus importante entre les partis. Les partis au pouvoir, localement ou nationalement, ont ainsi tendance à demander des contributions financières aux entreprises, pour faciliter en échange les lourdes démarches administratives.
L'Inde est devenue le pays où les financements privés et les dépenses lors des élections générales sont les plus élevés, devant les États-Unis. Les législatives de 2019 ont coûté 8,7 milliards de dollars, tandis que, pour les scrutins de 2016 (présidentielle et Congrès), les candidats américains ont dépensé 6,5 milliards de dollars.
En 2016, le gouvernement Modi avait fait adopter une loi afin de permettre aux entreprises et aux particuliers de verser des dons anonymes aux partis, ce qui équivaudrait à une « officialisation du capitalisme de connivence », comme l’a dénoncé l’ancien chef de la commission électorale Shahabuddin Yaqoob Quraishi. Les partis politiques se tournent de plus en plus vers les grandes fortunes et les entreprises pour se financer. Sur l'année fiscale 2017-2018, les entreprises et les personnes fortunées avaient contribué 12 fois plus au financement du BJP qu'à celui de six autres partis nationaux, y compris le Congrès.
Parmi les parlementaires élus en 2019, 43 % ont des dossiers judiciaires en cours.
Les milieux d'affaires sont mis en cause dans de nombreux dossiers spectaculaires, des hommes d’affaires compromis ont dû fuir le pays et que les liens entre milieu politique et financements obscurs nourrissent l’« empire des milliardaires ». Les médias sont également secoués par des affaires de trafics d'influence, certains d'entre eux couvrant les activités de personnalités politiques en échange de paiements.

### Pakistan et Cachemire
La Partition de l'ancien empire britannique des Indes lors de l'indépendance en 1947, a constitué un drame dont le traumatisme se fait encore ressentir en Inde (comme au Pakistan) de nos jours.

#### Conflit indo-pakistanais
En 1906, la Ligue musulmane est fondée. Elle bénéficie de la bienveillance des Britanniques, qui espèrent ainsi diviser le mouvement indépendantiste. Elle prône la création d'un État musulman séparé, pour protéger les droits de la communauté musulmane indienne. Bien que favorable à l'indépendance vis-à-vis du pouvoir colonial, elle s'oppose donc au leadership du parti du Congrès.
En 1947, le chef de la Ligue musulmane, Ali Jinnah, négocie avec le vice-roi britannique Louis Mountbatten et les dirigeants du Congrès, Gandhi et Nehru, la formation du Pakistan, nom qui signifie "pays des purs" et est également l'acronyme des différentes provinces occidentales de l'État musulman : Punjab, Afghania, Kashmir, Sindh et Baluchistan.
Au soir de l'indépendance, deux États voient donc le jour : l'Union indienne, laïque, et le Pakistan, bâti sur une base confessionnelle et divisé en deux parties éloignées (Pakistan occidental et Pakistan oriental, futur Bangladesh). La division de l'Inde partage deux régions linguistiquement homogènes, sur la seule base de critères religieux : le Punjab et le Bengale.
À peine la Partition est-elle consommée, qu'elle donne lieu à de vastes mouvements d'exodes dans les jours qui suivent. Des millions de sikhs et d'hindous quittent le Pakistan pour l'Inde et des millions de musulmans prennent le chemin inverse. De nombreuses atrocités sont commises de part et d'autre, le nombre des victimes est compris entre 500 000 et 1 000 000 tués. Plusieurs dirigeants sont issus de ces populations déracinées, comme le président pakistanais Pervez Musharraf ou le chef du BJP, l'Indien Lal Krishna Advani.
Le Cachemire devient très vite un enjeu de conflit entre l'Inde et le Pakistan. Au moment de l'indépendance, le maharajah du Cachemire (le souverain hindou d'un protectorat du Raj britannique) doit choisir de rejoindre l'un des deux États, et penche pour l'Inde, bien que la majorité de la population cachemiri soit musulmane. L'armée du Pakistan envahit le Cachemire en octobre 1947, déclenchant ainsi la Première Guerre indo-pakistanaise. À l'issue de celle-ci, en décembre 1948, le Cachemire est partagé entre l'Inde (Jammu-et-Cachemire) et le Pakistan (Azad Kashmir ou Cachemire libre, et Territoires du Nord).
La paix entre les deux États n'est pas signée, et la ligne de cessez-le-feu au Cachemire (Line of Control) reste une frontière contestée. L'Inde remporte une deuxième guerre contre le Pakistan en 1965 sans modifier le statu quo. En 1971, la troisième guerre indo-pakistanaise, déclenchée par le soutien aux rebelles indépendantistes du Pakistan oriental, aboutit à la création du Bangladesh et à la reconnaissance lors du traité de Simla en 1972 du règlement bilatéral de la question du Cachemire.

#### Conflit au Cachemire
Dans le Jammu-et-Cachemire, la partie indienne du Cachemire, la tension entre les séparatistes musulmans et l'État indien grandit dans les années 1980 et aboutit à une situation de guerre civile. Le Pakistan réclame un scrutin d'autodétermination dans la partie indienne du Cachemire et est soutenu par la Chine. Pour l'Inde, il s'agit d'un problème intérieur, et New Delhi accuse l'ingérence pakistanaise. Les exactions de soldats indiens renforcent les ressentiments de la population musulmane envers le pouvoir central. Les dirigeants politiques cachemiris modérés se font dépasser des groupes plus radicaux qui revendiquent la sécession du Cachemire indien. Ceux-ci profitent de l'absence de perspectives de développement et des échecs successifs du gouvernement indien avec ses interlocuteurs locaux (dialogues rompus, décrédibilisation parmi la population des alliés de New Delhi).
À partir de 1989, avec la fin de la première guerre d'Afghanistan, qui libère des combattants du djihad, le conflit au Cachemire se durcit. Les attentats terroristes se multiplient contre les institutions et l'armée indiennes, la minorité hindoue du Jammu, et les "collaborateurs" musulmans. Ils sont le fait de groupes islamistes radicaux comme le Lashkar-e-Toiba ou le Jaish-e-Mohammed, dont les bases se situent au Pakistan. Le gouvernement indien accuse Islamabad d'apporter un soutien logistique et financier à ces groupes qui souhaitent un rattachement au Pakistan. En 1993, une coalition de partis cachemiris (dont le Jammu and Kashmir Liberation Front), le Hurriyat, est fondée ; il revendique un Cachemire indépendant des deux États.
La tension militaire entre l'Inde et le Pakistan est persistante au Cachemire. Des échanges d'artillerie ont lieu sporadiquement de part et d'autre de la Line of Control, ainsi que des combats dans la zone à souveraineté indéterminée du glacier de Siachen, à plus de 6 000 mètres d'altitude. À cela s'ajoute désormais la menace nucléaire. L'Inde possède la bombe atomique depuis 1974. Elle dévoile officiellement son existence en mai 1998, à l'arrivée au pouvoir des nationalistes du BJP, en procédant à des essais à Pokharan, dans le Rajasthan, près de la frontière pakistanaise. Le Pakistan réplique instantanément en faisant de même.
Cette tension atteint le stade du conflit à deux reprises. En mai-juillet 1999, la guerre de Kargil (du nom de la ville la plus proche des combats) oppose l'armée indienne à des combattants islamistes infiltrés, soutenus par le Pakistan qui leur a fourni des bases d'entraînement. Le patriotisme indien est exacerbé par cet épisode guerrier.

Le 1er octobre 2001, le parlement du Jammu-et-Cachemire est la cible d'une attaque terroriste, le 12 décembre, c'est au tour de la Lok Sabha, le parlement national (12 morts mais aucun député). Ces évènements, cumulés, début 2002, à des attentats contre l'armée et la population hindoue du Jammu-et-Cachemire (qui font suite à des violences antimusulmanes au Gujarat), créent un climat d'extrême tension qui aboutit à une crise en mai-juin 2002. Les duels d'artillerie indo-pakistanais succèdent aux déclarations des dirigeants des deux pays (le Pakistanais Pervez Musharraf et l'Indien Atal Behari Vajpayee) sur l'éventualité de l'utilisation des armes nucléaires. Les pressions de la communauté internationale et les craintes d'une escalade irréversible font finalement reculer les deux armées.
Dès lors, les gouvernements indiens et pakistanais sont plus enclins au dialogue. Entamé avec Vajpayee, ce processus connaît une nouvelle impulsion lorsque le parti du Congrès gagne les élections en mai 2004. Si les attentats et la tension n'ont pas disparu, des progrès ont depuis été enregistrés à la suite de plusieurs rencontres entre officiels des deux pays, comme la garantie du Pakistan de ne plus soutenir certains groupes terroristes, ou l'ouverture d'une ligne de bus entre les parties indienne et pakistanaise de Cachemire. Lors du séisme qui a ravagé le Cachemire en 2005, l'Inde a mis en place une aide humanitaire pour la partie pakistanaise.

### Nucléaire
L'Inde possède l'arme nucléaire depuis 1974 et l'a officiellement révélé en 1998. Le Pakistan dispose également d'un tel armement, ce qui, compte tenu de la tension qui prévaut toujours entre les deux pays depuis 1947, constitue un facteur important de risque de guerre nucléaire. Pour les différents gouvernements indiens qui se sont succédé, la possession de l'arme nucléaire est un atout essentiel pour faire prévaloir son rang de puissance dans la communauté internationale.
En mai 1998, le gouvernement indien, dirigé par le BJP qui a tout récemment remporté les élections générales, procède à cinq essais d'explosion nucléaire à Pokharan, dans le Rajasthan, tout près de la frontière pakistanaise. Quelques jours plus tard, l'armée pakistanaise fait également exploser officiellement des bombes nucléaires.

### Politique étrangère
L'Inde, avec Nehru, a été un pays leader du mouvement des non-alignés, pendant la guerre froide, notamment lors de la conférence de Bandung en 1955, avec Nasser, Zhou Enlai et Soekarno. Toutefois, la "troisième voie" que Nehru appelle de ses vœux, en refusant de rejoindre les États-Unis ou l'URSS, eut peu de succès au niveau international à partir des années 1960. Cependant, l'Inde devait affronter à la fois le Pakistan pro-américain et la Chine communiste. Indira Gandhi resserre les liens, notamment économiques, avec l'URSS, avec laquelle est signé, peu avant la troisième guerre indo-pakistanaise, un traité d'assistance militaire.
L'Inde connaît des relations difficiles avec ses voisins, et pas seulement avec le Pakistan. Les tensions avec la Chine ont des racines multiséculaires. Les litiges frontaliers le long de l'Himalaya, l'un des enjeux de la Guerre sino-indienne de 1962, ne sont toujours pas réglés. Depuis 1959, l'Inde accorde l'asile au 14e dalaï-lama, source de courroux pour Pékin, tandis que le Pakistan demeure un allié des Chinois. En 1998, le ministre de la Défense George Fernandes déclare que la bombe nucléaire est utile pour se protéger de la menace chinoise. Toutefois, les contacts entre dirigeants des deux pays en vue d'améliorer leurs liens commerciaux, ont adouci les relations entre les deux géants asiatiques dans les années 2000.
Avec ses "petits voisins" (Bangladesh, Sri Lanka, Népal, Bhoutan, Maldives), l'Inde adopte volontiers une attitude dominatrice. D'ailleurs, l'un d'entre eux, le Sikkim, a été purement et simplement annexé en 1975. Cette domination est facilitée par le fait que leurs principales voies de communication vers l'extérieur passent par l'Inde. Les relations avec le Bangladesh sont tendues, principalement à cause de l'immigration bangladaise dans les régions frontalières comme l'Assam et de la gestion des ressources hydrauliques du bassin du Gange. Les conflits de l'eau sont également un problème récurrent avec le Pakistan, sur le bassin de l'Indus.
Au Sri Lanka, un corps expéditionnaire militaire indien, l'IPKF, est intervenu, en 1987, dans la guerre civile entre gouvernement cinghalais et minorité tamoule. Les Tamouls sont par ailleurs majoritaires dans l'État indien du Tamil Nadu, et de nombreux camps d'entrainement du LTTE (rebelles tamouls) ont longtemps été maintenus sur le continent. Cette ingérence indienne, destinée à séparer les deux forces combattantes, s'est soldée par un échec, l'armée indienne s'est retirée du Sri Lanka en 1989, et Rajiv Gandhi, qui avait ordonné l'intervention, a été assassiné par une militante tamoule en 1991.
En 1989, l'Inde fait subir au Népal un blocus économique. Il s'ensuit des révoltes qui aboutissent à des réformes démocratiques dans ce pays, l'année suivante. L'assistance militaire de l'Inde à l'armée népalaise est cruciale pour le gouvernement de Katmandou, dans sa lutte contre la guérilla maoïste. Par ailleurs, la pauvreté endémique du voisin himalayen a fait des Népalais l'une des principales communautés d'immigrés dans les grandes villes indiennes.
Depuis la fin de la guerre froide, l'Inde développe des relations de coopération stratégiques (technologie, armement, énergétique), avec des pays tels que la Russie, l'Iran, Israël. Un rapprochement est notable avec les États-Unis, depuis que les relations de ces derniers avec le Pakistan sont devenus plus aléatoires avec la guerre contre le terrorisme. Dans les années 2000, la Russie cherche à intégrer l'Inde dans une alliance triangulaire entre Moscou, Pékin et New Delhi, notamment dans le cadre de l'Organisation de coopération de Shanghai, dont l'Inde est un membre observateur.
L'Inde est aussi un compétiteur international dans le domaine spatial, et lance ses propres satellites, avec l'Indian Space Research Organisation.

### Vidéos
- Démocratie et économie de marché : La surprenante modernité indienne Conférence en ligne de Christophe Jaffrelot donnée en avril 2006.
- Chindia : The next Decade Pete Engardio, Responsable Asie de Business Week, compare les progrès de l'Inde et de la Chine dans cette conférence en ligne de mars 2006.